# Chinaski (band)
Chinaski is een Tsjechische poprock formatie uit Jičín, gevormd in 1987. Bij de oprichting noemde de groep zichzelf Starý Hadry. De populariteit kwam pas in de jaren 90 nadat de band haar naam naar Chinaski had gewijzigd en haar debuutalbum (Chinaski) uitbracht. De naam Chinaski komt van de alter ego Henry Chinaski van de Amerikaanse schrijver Charles Bukowski.

## Bandleden

### Huidige bandleden
- Michal Malátný - Gitaar en zang
- František Táborský - Gitaar en zang
- Tomi Okres
- Lukáš Pavlík
- Jan Steinsdörfer

### Voormalige bandleden
- Pavel Grohman - Drums
- Petr Rajchert
- Jiří Seydler
- Adam Stivín
- Marcela Chmelířová
- Robert Jína
- Otakar Petřina – Drums
- Ondřej Škoch - Gitaar en basgitaar
- Štěpán Škoch - Saxofoon en zang
- Petr Kužvart - Trompet en zang

## Discografie
- 1995 – Chinaski
- 1997 – St. hadry
- 1997 – Dlouhej kouř
- 1999 – 1. signální
- 2000 – Na na na a jiné popjevky
- 2002 – Originál
- 2003 – Premium 1993-2003
- 2004 – Docela vydařenej den
- 2004 – Autopohádky
- 2005 – Music Bar
- 2006 – Movie Bar
- 2007 – 07
- 2008 – Když Chinaski tak naživo
- 2010 – Není na co čekat
- 2011 – Písničky z Autopohádek
- 2013 – Best of Chinaski - 20 let v síti
- 2014 – Rockfield
- 2017 – Není nám do pláče
- 2019 – 11